# Kistamási
Kistamási é um município da Hungria, situado no condado de Baranya. Tem 4,38 km² de área e sua população em 2019 foi estimada em 93 habitantes.